# Nanping
|  | No s'ha de confondre amb Nanning o Nanjing. |

Nanping (xinès: 南平; pinyin: Nánpíng, històricament coneguda com Yenping) és una ciutat a nivell de prefectura al nord-oest de la província de Fujian, a la República Popular de la Xina. Limita amb Ningde a l'est, Sanming al sud i les províncies de Zhejiang i Jiangxi al nord i a l'oest respectivament. Part de la famosa serralada de Wuyi es troba en aquesta prefectura. La seva població era de 2.690.000 habitants a 31 de desembre de 2018, amb unes 473.000 persones (estimació) que vivien a l'àrea urbanitzada (o metropolitana) formada pel districte urbà de Yanping.
Nanping és una ciutat antiga pintoresca, situada en un turó prop de la confluència del rius Jianxi i Min, i envoltada d'alts murs de pedra, que s'utilitzaven per evitar el foc d'artilleria.

## Clima
Nanping, semblant a la resta de la província, té un clima subtropical humit (Köppen Cfa), amb hiverns curts i suaus, i estius llargs, molt calorosos i humits. La temperatura mitjana mensual oscil·la entre els 9,7 °C al gener i els 28,7 °C al juliol, i la mitjana anual és de 19,50 °C. Les precipitacions són de mitjana més de 200 mm al mes de març a juny abans de disminuir gradualment fins a principis de l'hivern. Amb un percentatge mensual de sol possible que va del 24% al març al 57% al juliol, la ciutat rep 1.721 hores de sol anualment, sent l'estiu l'època més assolellada de l'any; la primavera i finals d'hivern són especialment tapats i humits.

## Administració
La ciutat-prefectura de Nanping administra 2 districtes, 3 ciutats nivell de comtat i 5 comtats.
- Districte de Yanping (延平区)
- Districte de Jianyang (建阳区)
- Ciutat de Shaowu (邵武市)
- Ciutat de Wuyishan (武夷山市)
- Ciutat de Jian'ou (建瓯市)
- Comtat de Shunchang (顺昌县)
- Comtat de Pucheng (浦城县)
- Comtat de Guangze (光泽县)
- Comtat de Songxi (松溪县)
- Comtat de Zhenghe (政和县)

| Mapa |
| --- |
| Yanping Jianyang Comtat de · Shunchang Comtat de · Pucheng Comtat de · Guangze Comtat de · County Comtat de · Zhenghe Shaowu · (ciutat) Wuyishan · (ciutat) Jian'ou · (ciutat) |

## Ciutats agermanades[2]
- Stamford, Connecticut, Estats Units Arxivat 2013-08-06 a Wayback Machine. 2 July 1993
- Albury, New South Wales, Austràlia 06 Sep. 2003
- Honolulu, Hawaii, Estats Units 12 Jul. 2005
- Blue Mountains, New South Wales, Austràlia 30 Jun. 2009
- Sibu, Sarawak, Malàisia 6 Nov., 2014
- Milwaukie, Oregon, Estats Units 23 Aug. 2015
- Milyang, Gyeongsangnam-do, Corea del Sud 15, Jan. 2016
- Opfikon, Zurich, Suïssa May 2016